# Загроски гущер
Загроските гущери (Timon princeps) са вид влечуги от семейство Гущерови (Lacertidae).
Разпространени са в Югозападна Азия – в планините Загрос в Иран и в близките части на Ирак, Турция и Сирия. Типовото му находище е при град Нейриз, като видът е описан за пръв път от Уилям Томас Бланфорд през 1874 година.